# Seznam představitelů Mikulášovic
Seznam představitelů Mikulášovic zahrnuje volené představitele, tedy starosty, předsedy místní správní komise a předsedy místního a městského národního výboru, kteří stáli v čele Mikulášovic od roku 1850, kdy byla zavedena obecní samospráva, po současnost.

## Starostové obce (1850–1916)
- 1850–1854 MUDr. Anton Kasper
- 1854–1859 Johann Endler
- 1860–1872 Emanuel Wentzel
- 1872–1876 Josef Haymann
- 1876–1886 Ferdinand Günzel
- 1886–1887 Theodor Hesse (správce úřadu)
- 1887–1890 Josef Pietschmann
- 1890–1896 Johann Maschke
- 1896–1908 Franz Josef Dittrich
- 1908–1910 Raimund Fischer starší
- 1910–1911 Ignaz Riegert
- 1911–1916 MUDr. Adolf Rösler

## Starostové města (1916–1945)
- 1916–1919 MUDr. Adolf Rösler
- 1919–1920 Vinzenz Funke
- 1920 Johann Opitz
- 1920–1932 Josef Ferdinand Werner (v letech 1920–1921 správce úřadu)
- 1932–1933 Ing. August Teichmann
- 1933–1939 Johann Weber
- 1939–1945 Alfred Zabel

## Předsedové místní správní komise (1945–1946)
- 1945 Vladimír Hladílek
- 1945 Zdeněk Hudeček
- 1945 František Kuchrýk
- 1945–1946 Jan Šedý

## Předsedové místního národního výboru (1946–1964)
- 1946 Marie Vančurová
- 1946–1947 Ludvík Brunner
- 1947–1948 Josef Toušek
- 1947–1950 Ludvík Brunner
- 1950–1952 Josef Lustig
- 1952–1953 Jan Dvořák
- 1953–1954 Jindřich Fajfer
- 1954 Jan Dvořák
- 1954–1963 Václav Podzimek
- 1963–1964 Jiří Hammerbauer

## Předsedové městského národního výboru (1964–1990)
- 1964–1970 Jiří Hammerbauer
- 1970–1976 František Mäsiar
- 1976–1990 Josef Hýbl

## Starostové města (od roku 1990)
- 1990–1998 Věra Řádková
- 1998–2002 Jiří Mayer
- 2002–2010 Stanislav Hladík
- 2010–2018 Ing. Miluše Trojanová
- 2018 Ing. Bc. Emil Bláha
- 2018–2022 Ing. Miluše Trojanová
- 2022–dosud Bc. Aleš Jandus